# Trachylepis loluiensis
Trachylepis loluiensis es una especie de escincomorfos de la familia Scincidae.

## Distribución geográfica yhábitat
Es endémica de la isla Lolui, en el lago Victoria (Uganda). Su rango altitudinal oscila entre 1134 y 1200 m s. n. m..